# Ribatejo

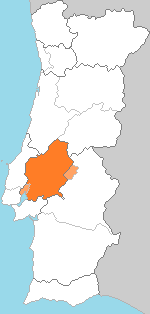
Regione Ribatejo

Il Ribatejo è un'antica provincia (o regione naturale) del Portogallo, istituita formalmente con una riforma amministrativa del 1936. Le province non avevano alcuna funzione pratica e scomparvero con la Costituzione del 1976.
Confinava a nord ovest con la Beira Litorale, ad ovest e a sud con l'Estremadura, a sud ovest con l'Alto Alentejo e a nord e nord est con la Beira Bassa.
La regione contava 21 comuni, con l'intero distretto di Santarém, due comuni di quello di Lisbona (Azambuja e Vila Franca de Xira) e uno di quello di Portalegre (Ponte de Sôr). Il suo capoluogo era Santarém.